# Windjet
Windjet tên đầy đủ là Wind Jet S.p.A. (mã IATA = IV, mã ICAO = JET) là hãng hàng không của Ý, trụ sở ở Catania. Hãng có các tuyến đường thường xuyên và các chuyến bay thuê bao chở khách tới các điểm đến trong nước và quốc tế. Căn cứ chính của hãng ở Sân bay Catania-Fontanarossa.

## Lịch sử
Windjet được Antonino Pulvirenti - giám đốc điều hành hiện nay - thành lập năm 2003, tiếp theo việc giải thể của hãng Air Sicilia. Hãng bắt đầu hoạt động từ ngày 17.6.2003 và do Finaria Group hoàn toàn làm chủ.

## Các nơi đến
(Tháng 11/2007):
- Pháp
  - Paris
- Ý
  - Catania
  - Forlì
  - Milano
  - Palermo
  - Parma
  - Pisa
  - Roma
  - Torino
  - Venice
  - Verona
- România
  - Bucharest
- Nga
  - Moskva
  - Rostov trên sông Don
  - Sankt-Peterburg
  - Samara
- Tây Ban Nha
  - Barcelona
  - Madrid
- Tunisia
  - Monastir

## Đội máy bay
(Tháng 1/2008):
- 2 Airbus A319
- 10 Airbus A320-200